# Kjell Eriksson

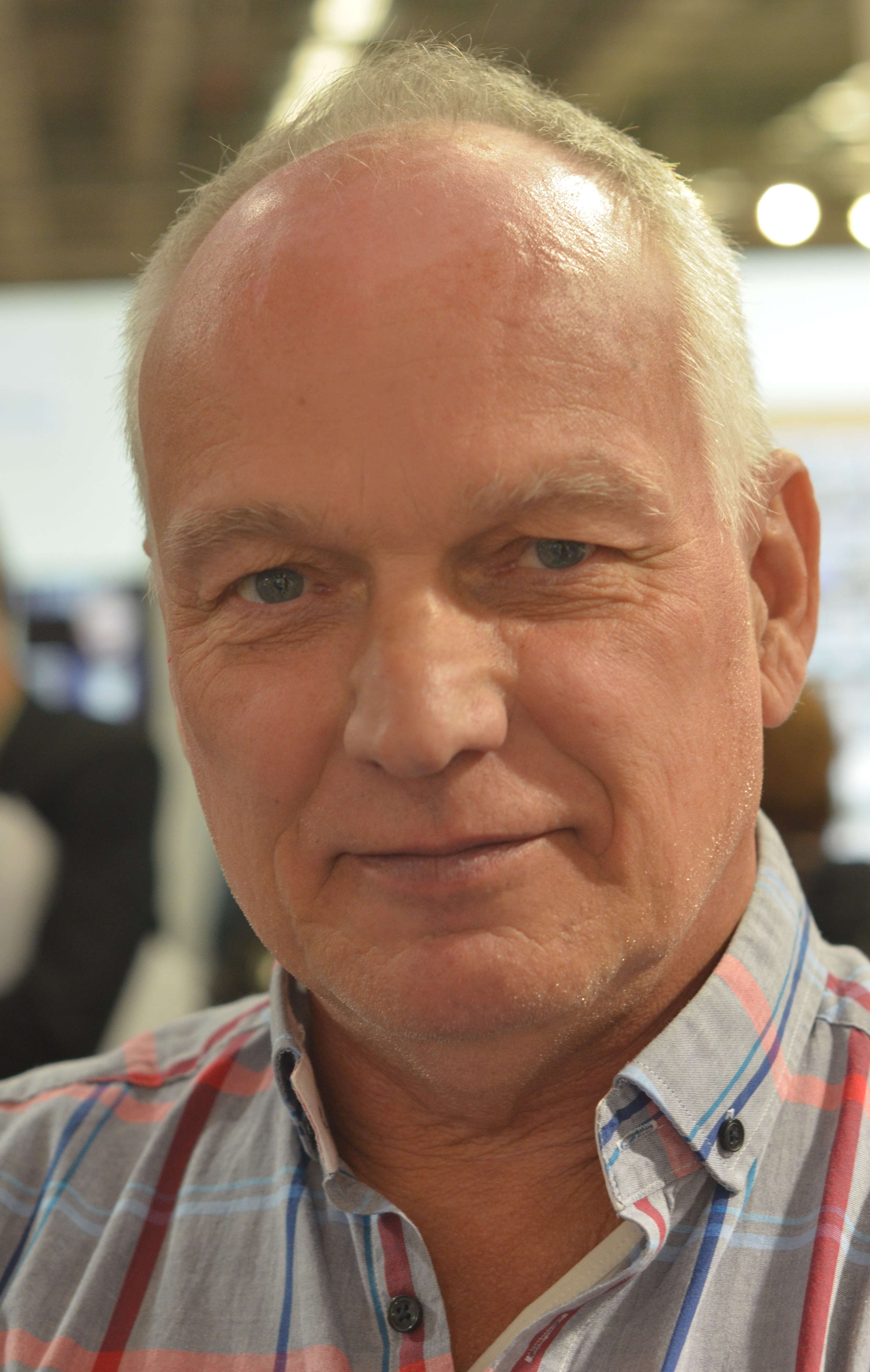
Kjell Eriksson (2013)

Kjell Eriksson (* 1953 in Uppsala) ist ein schwedischer Autor, Politiker und Gärtner.

## Leben
Eriksson arbeitet seit den 1970er Jahren als Gärtner; heute ist er selbstständig und züchtet Perennien und Rosen. Er war maßgeblicher Leiter der bis 1986 bestehenden maoistischen Kommunistischen Partei Schwedens (SKP) und ab 1991 auch Parteisekretär der Partei Folkdemokraterna.
Eriksson begann im Alter von 40 Jahren Bücher zu schreiben. Am bekanntesten ist seine Krimireihe über Kriminalkommissarin Ann Lindell.

## Preise und Auszeichnungen
- 1999 Schwedischer Krimipreis – Kategorie Bester schwedischer Erstlingsroman für Den upplysta stigen
- 2002 
Schwedischer Krimipreis – Kategorie Bester schwedischer Kriminalroman für Prinsessan av Burundi (dt. Der Tote im Schnee)[2]

## Werke (Auswahl)
Ann Lindell Reihe
- Den upplysta stigen. Lindelöw, Göteborg 2003, ISBN 91-88144-34-8 (EA Göteborg 1999).
- Jorden må rämna. Ordfront, Stockholm 2003, ISBN 91-7037-007-9 (EA Göteborg 2000).
- Stenkistan. Ordfront, Stockholm 2003, ISBN 91-7037-008-7 (EA Stockholm 2001).
  - Das Steinbett. Ann Lindells größter Fall. Aufbau-Taschenbuch-Verlag, Berlin 2004, ISBN 3-7466-2005-8.[3]
  - Das Steinbett. Kriminalhörspiel. Audio-Verlag, Berlin 2005, ISBN 3-89813-461-X (1 CD, produziert vom Südwestrundfunk).
- Prinsessan av Burundi. Ordfront, Stockholm 2004, ISBN 91-7324-976-9 (EA Stockholm 2002).
  - Der Tote im Schnee. Ein Fall für Ann Lindell. Aufbau-Taschenbuch-Verlag, Berlin 2005, ISBN 3-7466-2155-0.[3]
- Nattskärran. Ordfront, Stockholm 2003, ISBN 91-7324-987-4.
  - Nachtschwalbe. Ein Fall für Ann Lindell. Dtv, München 2008, ISBN 978-3-423-21081-2.[3]
- Nattens grymma stjärnor. Ordfront, Stockholm 2004, ISBN 91-7037-133-4.
  - Die grausamen Sterne der Nacht. Ein Fall für Ann Lindell. Zsolny, Wien 2005, ISBN 3-552-05348-4.[3]
- Mannen från bergen. Ordfront, Stockholm 2005, ISBN 91-7037-118-0.
  - Rot wie Schnee. Ein Fall für Ann Lindell. Dtv, München 2009, ISBN 978-3-423-21180-2.
- Svarta lögner, rött blod. Ordfront, Stockholm 2008, ISBN 978-91-7037-375-6.
  - Schwarze Lügen, rotes Blut. Ein Fall für Ann Lindell. Dtv, München 2010, ISBN 978-3-423-21253-3.
- Öppen grav. Ordfront, Stockholm 2009, ISBN 978-91-7037-463-0.
  - Offenes Grab. Ann Lindells letzter Fall. Dtv, München 2012, ISBN 978-3-423-21339-4.

weitere Werke
- Knäppgöken. Lindelöw, Göteborg 2006, ISBN 91-88144-92-5 (EA Göteborg 1993).
- Frihetsgrisen. Lindelöw, Göteborg 1995, ISBN 91-88144-20-8.
- Efter statarna – en ny tid. Brevskolan, Stockholm 1995, ISBN 91-574-4550-8.
- Den hand som skälver. Ordfront, Stockholm 2007, ISBN 978-91-7037-260-5.